# Caen
Caen (AFI: [kɑ̃]; in normanno Caën; in italiano arcaico Camo) è una città francese di 112218 abitanti (200000 con l'agglomerato e una zona urbana di 420000 abitanti), capoluogo del dipartimento del Calvados, nella regione della Normandia, di cui è sede del Consiglio regionale. È attraversata dal fiume Orne.

## Geografia fisica

### Territorio
Situata a 10 km dal canale della Manica, sul fiume Orne, ha una vasta zona alluvionata, detta la Prairie, situata attorno all'ippodromo cittadino, non lontano dal fiume, oggi un polmone verde di circa 90 ha. 

### Clima
Caen ha un clima oceanico, mitigato in parte dalla sua collocazione a qualche chilometro dalla costa. Le estati sono fresche e le precipitazioni frequenti, gli inverni miti e l'esposizione solare modesta.

## Storia

### Medioevo

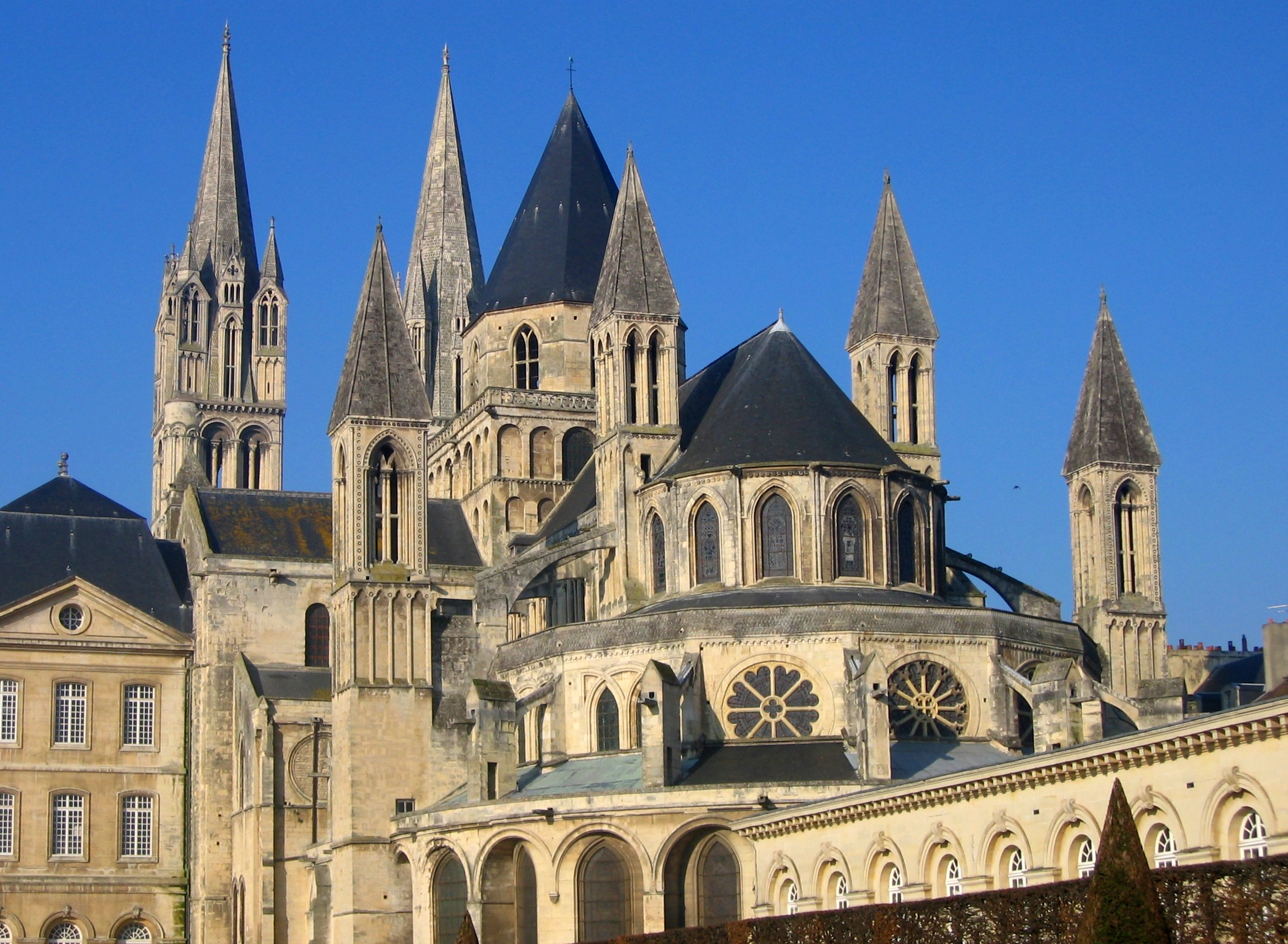
Abside dell'abbazia di Santo Stefano

Già dall'epoca gallo-romana, nell'area dell'Abbazia degli uomini, è nota l'esistenza di un borgo fortificato. Successivamente, è ipotizzabile la presenza di una cappella intitolata a San Martino e un cimitero di epoca alto-medievale. Intorno al 1020, dopo l'impatto dell'invasione vichinga, nasce il primo nucleo cittadino, sede di un mercato.
Guglielmo il Conquistatore, duca di Normandia, fece sviluppare Caen nell'XI secolo dotandola di un castello, una cinta muraria e due abbazie, una maschile detta degli uomini e una femminile detta delle donne. Il duca stesso risiedette in città per molto tempo e sua moglie, Matilde di Fiandra, venne inumata nel 1083 nell'Abbazia delle donne. Quattro anni dopo, il corpo di Guglielmo venne posto nell'oratorio dell'Abbazia degli Uomini. Caen divenne rapidamente la seconda città del ducato di Normandia.
Durante l'assedio da parte del re di Francia Filippo II Augusto, Caen cadde il 21 maggio 1204, prima di Rouen.
Nel 1346, la città fu occupata dall'esercito inglese di Edoardo III d'Inghilterra in seguito alla Battaglia di Caen.
Nel XV secolo, durante l'occupazione inglese il Duca di Bedford, reggente della Normandia, fondò l'Università di Caen per calmare le numerose rivolte del popolo.

### XVI secolo

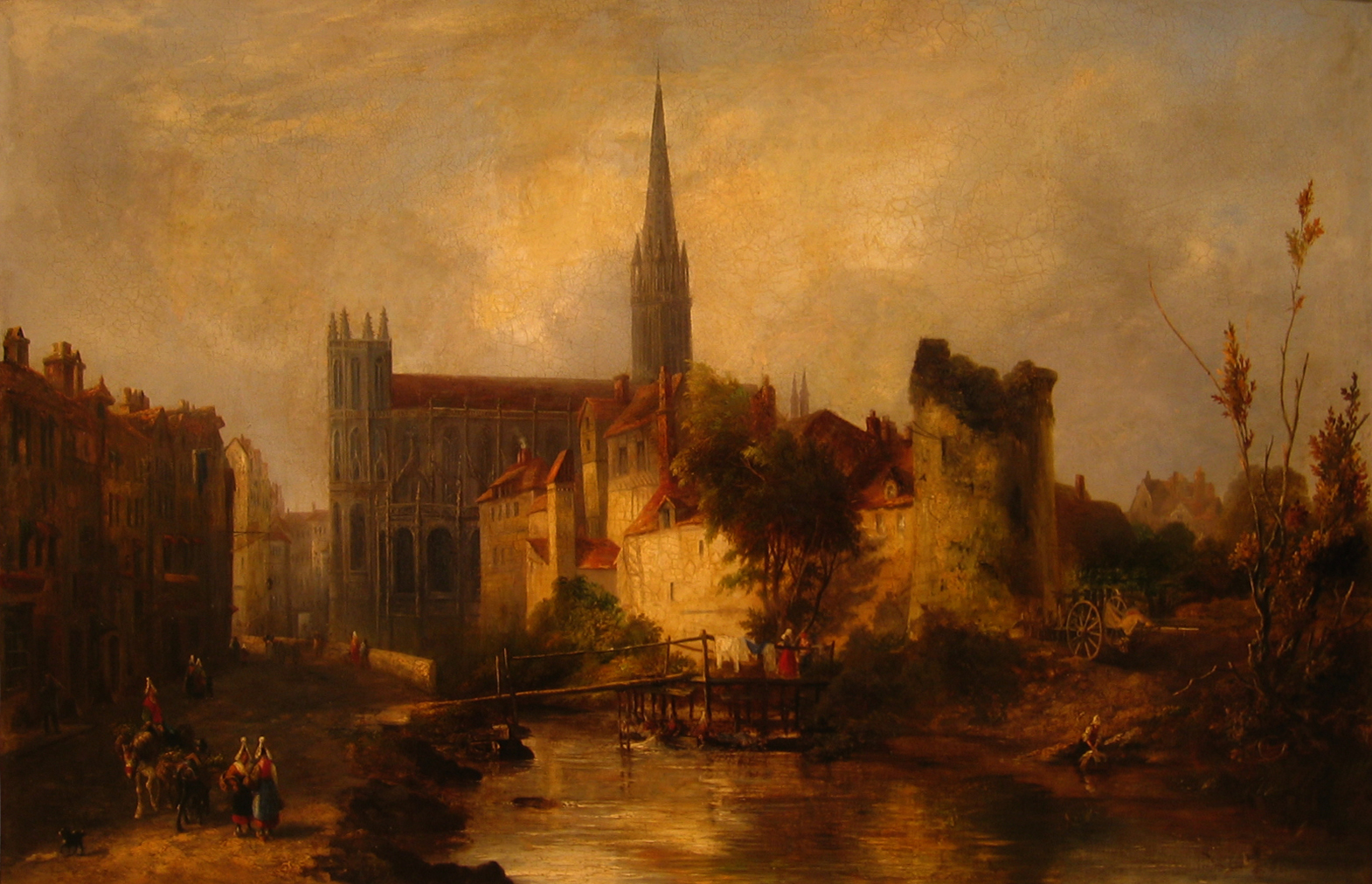
Vista della chiesa di San Pietro e dell'Odon - William Fowler (1841)

Nell'aprile 1562 le truppe protestanti si impossessarono della città. Inoltre, la statua della tomba di Guglielmo il Conquistatore nella chiesa di S. Stefano venne distrutta e l'archivio dell'abbazia venne bruciato. Nel dicembre 1562 l'ammiraglio di Coligny, uno dei capi nazionali degli ugonotti, arrivò a Caen.

### Caen durante la seconda guerra mondiale
Più di tre quarti della città di Caen sono stati rasi al suolo durante la seconda guerra mondiale poiché essa si trovava su un fronte molto conteso durante lo sbarco in Normandia del 6 giugno 1944 (detto jour J). Famosa la battaglia per il ponte di ferro Pegasus Bridge tra le guardie tedesche del ponte e plotoni inglesi atterrati durante la notte e il giorno successivo, utilizzando alianti Horsa, agli ordini del maggiore Howard, che resistettero agli attacchi combinati di fanteria e mezzi corazzati. Ciò nonostante, i principali monumenti sono stati risparmiati.
La ricostruzione di Caen è durata ufficialmente dal 1948 al 1962, attuata con delle ampie strade diritte affiancate da immobili di circa 5 piani in pietra "bionda" (pietra di Caen), che conferiscono a Caen una grande unità architetturale. Numerosi immobili che avevano un tetto piatto sono stati completati con tradizionali tetti a spiovere.
Caen ha ricevuto la Legione d'onore nel 1948.

### Simboli
Descrizione dello stemma comunale: «De gueules au château donjonné d'une tour crénelée d'or, le tout ouvert, ajouré et maçonné de 
sable.» (Di rosso al castello sormontato da una torre merlata d'oro, tutto aperto, forato e con muratura di sabbia ").

## Monumenti e luoghi d'interesse

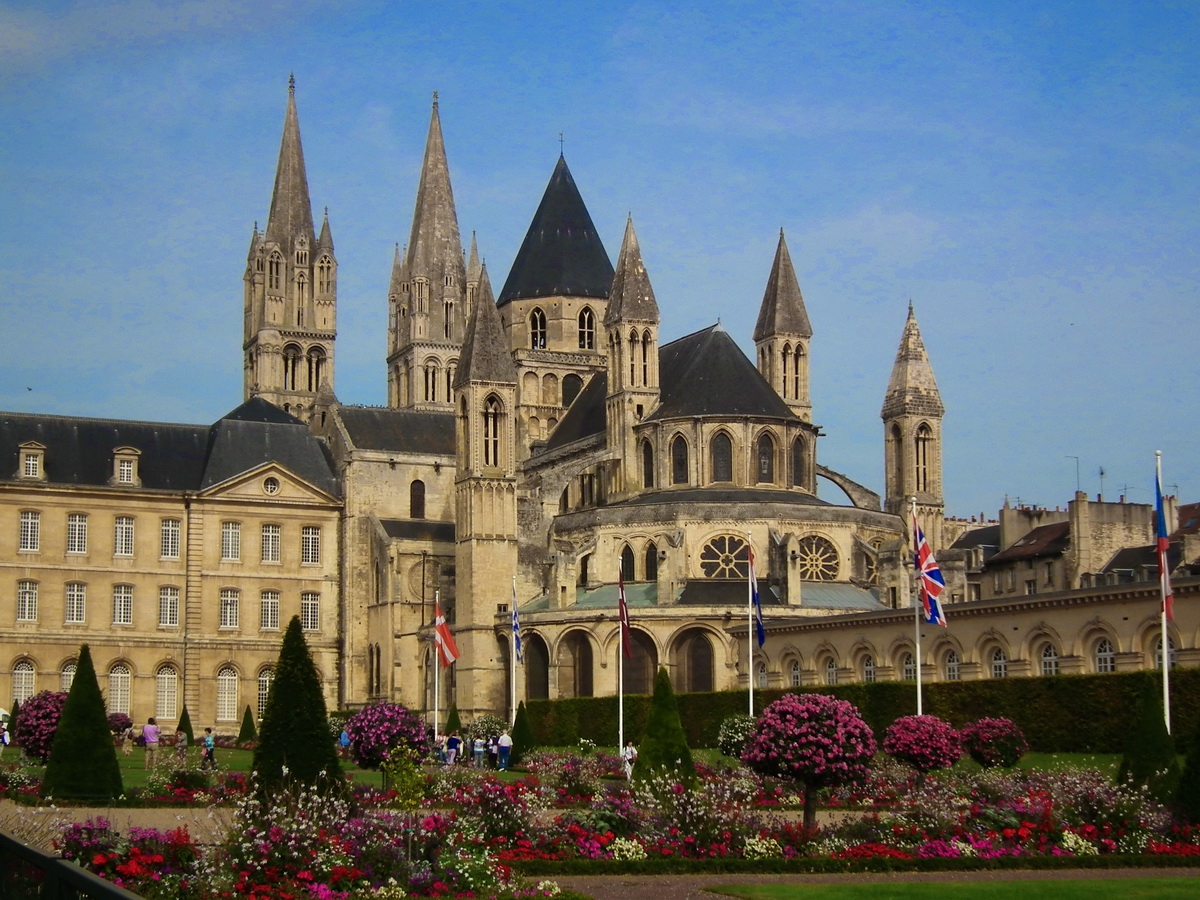
La chiesa di Santo Stefano.

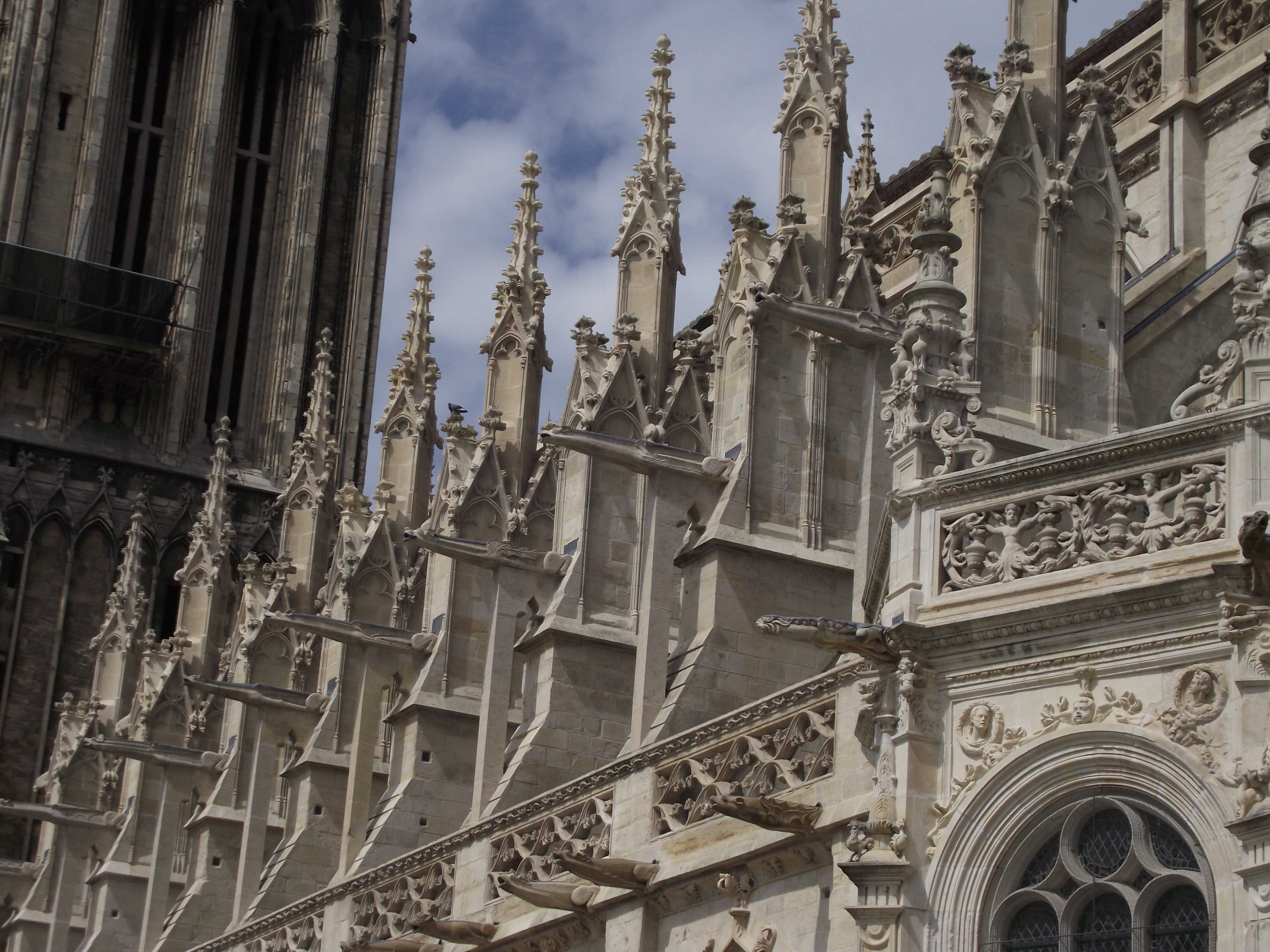
Particolare della chiesa di San Pietro.

La città di Caen conta un numero importante di monumenti storici, i principali furono costruiti sotto Guglielmo il Conquistatore nell'XI secolo (due abbazie ed il castello). Si contano una quarantina di chiese di cui talvolta restano solo poche mura. Il suo Mémorial pour la Paix è molto visitato.
I principali monumenti storici sono:
- l'Abbazia degli uomini (attuale municipio di Caen), con la sua Chiesa di Santo Stefano, venne costruita fra il 1065 e il XII secolo. Rappresenta uno dei primi e più alti esempi dell'Architettura normanna, prototipo per molte chiese della regione e d'Inghilterra. Ne è il simbolo cittadino.
- l'Abbazia delle donne, e la sua chiesa della Trinità (attuale consiglio regionale della Bassa Normandia), vennero fondate agli inizi dell'XI secolo da Guglielmo il Conquistatore. La chiesa abbaziale è un notevole esempio dell'architettura romanica ed accoglie la tomba della moglie del duca, Matilde delle Fiandre.
- la Chiesa di San Pietro. Edificata tra il XII e il XVI secolo, è un capolavoro dell'architettura gotica secondo la sua variante fiammeggiante, si fonde mirabilmente, nella parte esterna dell'abside, con fini elementi rinascimentali.
- la Chiesa di San Giovanni, in leggera pendenza poiché costruita sulle antiche paludi cittadine.
- il Castello di Guglielmo il Conquistatore[3]
- Museo delle Belle Arti, e Museo della Normandia nel perimetro del castello. Noto per conservare lo Sposalizio della Vergine del Perugino
- l'Università, creata nel 1432 da Enrico VI.
- la Maison des Quatrans, una casa tradizionale del XIV secolo
- il Museo della posta di Caen, una casa di legno strutturale che risale al XV secolo.

Si possono anche gustare specialità culinarie quali trippa, teurgoule (riso al latte caramellato), brasillé e si può assistere alle corse ippiche.

## Società

### Evoluzione demografica
Abitanti censiti

## Amministrazione
Sindaci di Caen:
- 1959-1970: Jean-Marie Louvel, MRP Centro-democratico
- 1970-2001: Jean-Marie Girault, Partito repubblicano UDF
- 2001-: Brigitte Le Brethon, RPR UMP

Nel 1952, il piccolo comune di Venoix è stato annesso a Caen.
Nel 1990 l'agglomerazione di Caen è stata organizzata in distretti e
nel 2002 è stata trasformata in una comunità di agglomerazioni (Grande
Caen, rinominata comunità di agglomerazioni Caen Mare nel 2004), che raggruppa al presente 29 comuni.

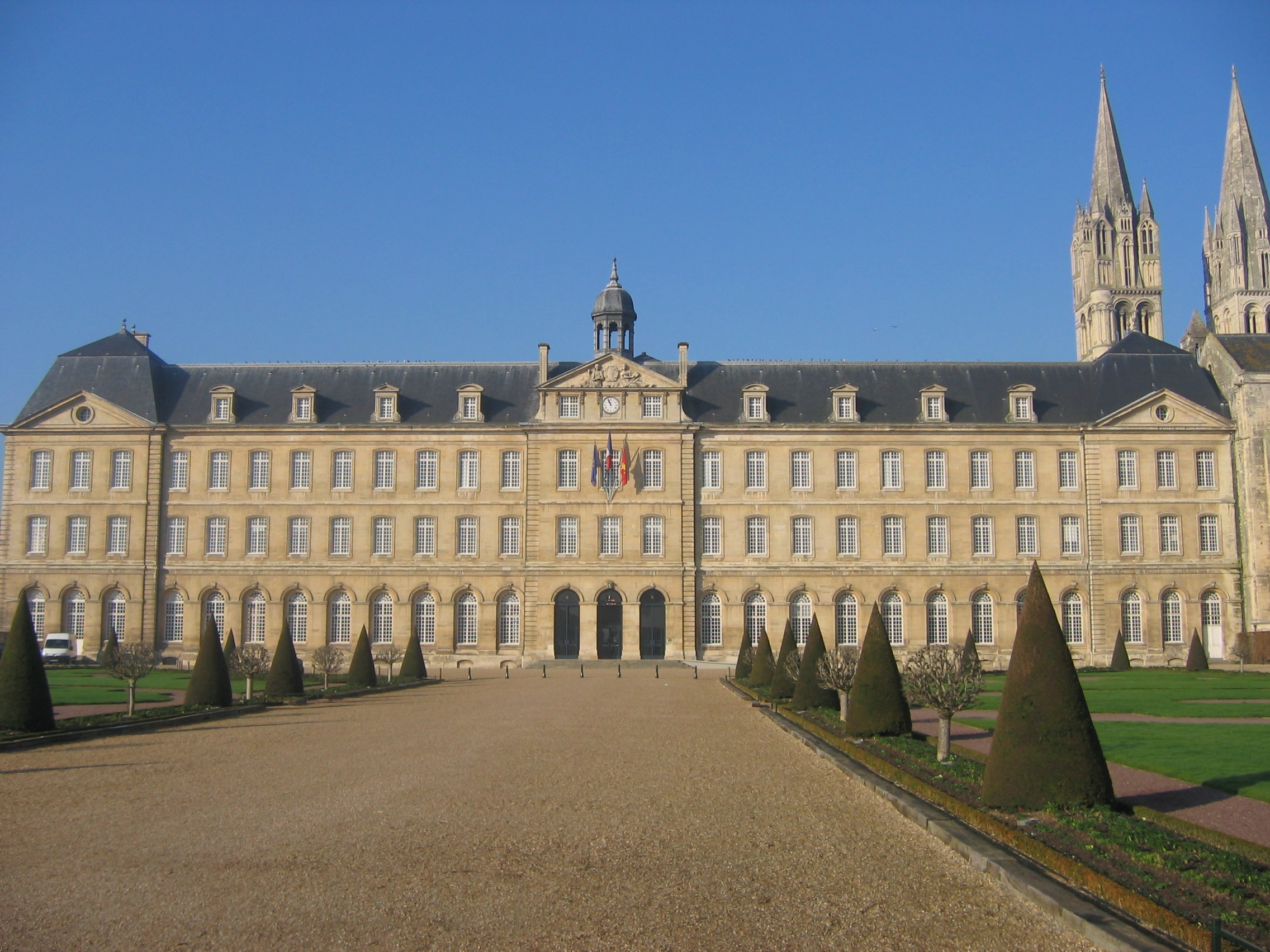
Municipio di Caen, XVIII secolo

## Cantoni
Fino al 2014 Caen era divisa in nove cantoni, di cui era capoluogo, e dava il suo nome a 10 cantoni:
- il primo cantone era formato da una parte di Caen e dal comune di Bretteville-sur-Odon (16429 abitanti);
- il secondo cantone era formato da una parte di Caen e dai comuni di Authie, Carpiquet, Saint-Contest e Saint-Germain-la-Blanche-Herbe (25772 abitanti);
- il terzo cantone era formato da una parte di Caen (19052 abitanti);
- il quarto cantone era formato da una parte di Caen dal comune di Épron (15418 abitanti);
- il quinto cantone comprendeva una parte Hérouville-Saint-Clair;
- il sesto cantone (chiamato Caen-Hérouville) era formato da una parte di Caen e da una parte di Hérouville-Saint-Clair (15603 abitanti);
- il settimo cantone era formato da una parte di Caen e dal comune di Mondeville (14775 abitanti);
- l'ottavo cantone era formato da una parte di Caen e dai comuni di Fleury-sur-Orne e Louvigny (18341 abitanti);
- il nono cantone era formato da una parte di Caen (15208 abitanti);
- il decimo cantone era formato da una parte di Caen e dai comuni di Cormelles-le-Royal e Ifs (22109 abitanti).

A seguito della riforma approvata con decreto del 17 febbraio 2014, che ha avuto attuazione dopo le elezioni dipartimentali del 2015, il territorio comunale della città di Caen è stato ripartito su cinque cantoni:
- Cantone di Caen-1: comprende parte della città di Caen e i comuni di Bretteville-sur-Odon, Mouen, Tourville-sur-Odon e Verson
- Cantone di Caen-2: comprende parte della città di Caen e i comuni di Authie, Carpiquet, Saint-Contest, Saint-Germain-la-Blanche-Herbe e Villons-les-Buissons
- Cantone di Caen-3: comprende parte della città di Caen e il comune di Épron
- Cantone di Caen-4: comprende parte della città di Caen
- Cantone di Caen-5: comprende parte della città di Caen e i comuni di Éterville, Fleury-sur-Orne, Louvigny e Saint-André-sur-Orne.

### Gemellaggi
Caen è gemellata con:
- Würzburg, dal 1962
- Portsmouth, dal 1997
- Nashville, dal 1991
- Alexandria (Virginia), dal 1991
- Thiès, dal 1992
- Treviso, dal 2010

## Economia

### Pietra bionda

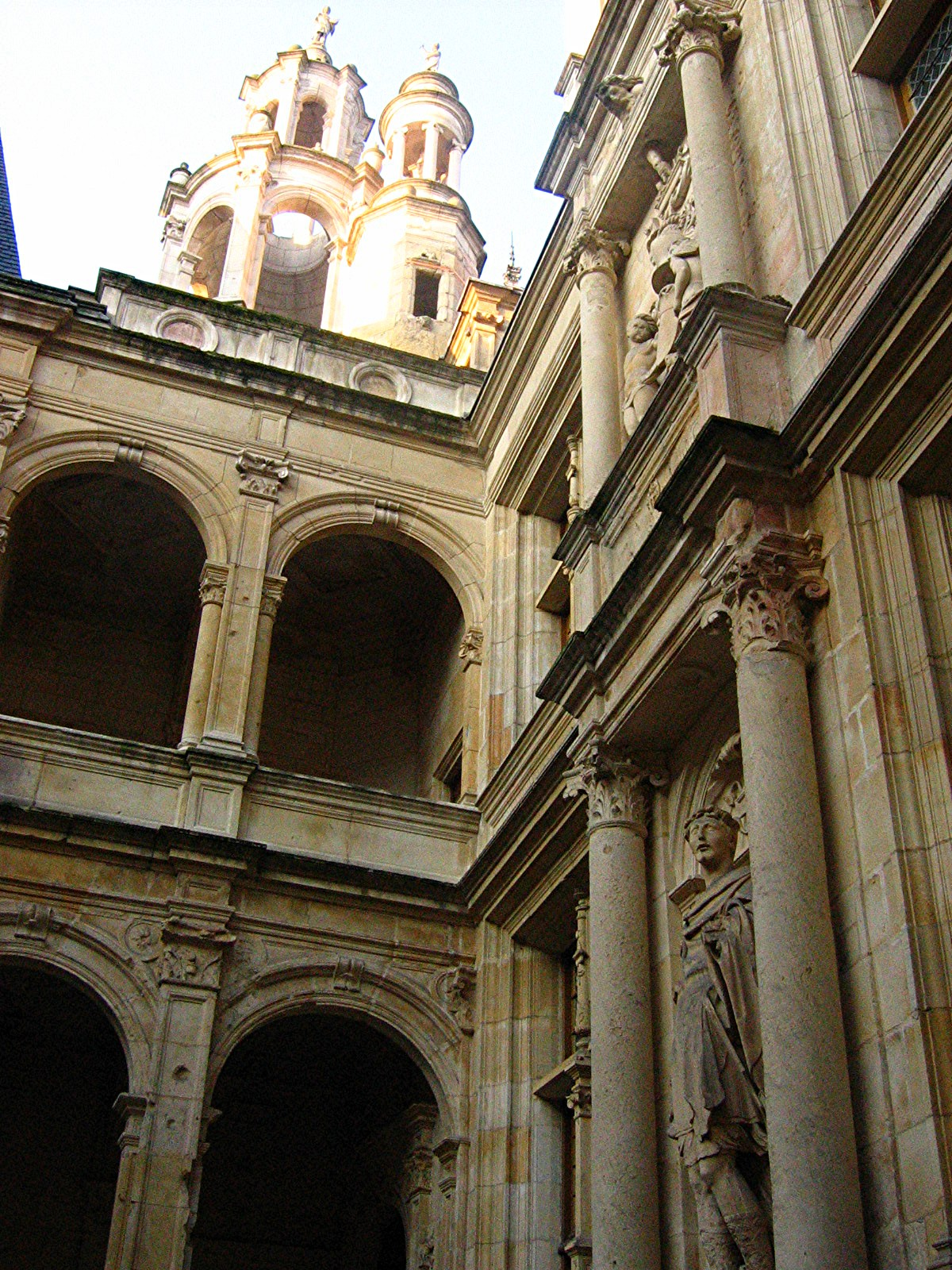
Municipio d'Escoville, Caen, 1533-1538

Cave di pietra bionda, oggi chiuse, si estendono sotto la città. Questa pietra fu molto usata dai sovrani normanni, particolarmente per le grandi costruzioni in Inghilterra e più tardi anche per i primi immobili di grande altezza di New York. Nel XIX secolo 200 navi frequentavano il porto di Caen per caricarne 25000 t all'anno. La concorrenza del cemento, in aggiunta alle gallerie sempre più difficili da sfruttare, ha fatto cessare l'uso di questa pietra. Adesso l'uso riparte, grazie a tecnologie recenti, nella grande cava di Cintheaux.

## Infrastrutture e trasporti

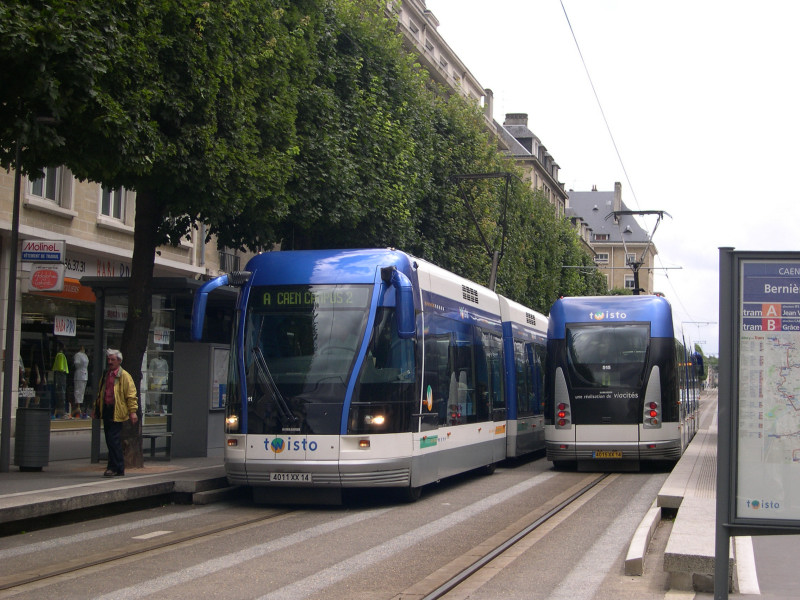
Tram su pneumatici a Caen

La rete di trasporto comunale comprende tre linee di tram e molte linee di autobus gestiti dalla società Twisto. 
Dal 2002 al 2017 è stata in funzione una rete tranviaria su pneumatici, che è stata chiusa per venire trasformata in una rete tranviaria classica, aperta il 27 luglio 2019, con le 3 linee sopra citate.
La principale via d'accesso alla città è l'autostrada A13 che unisce Caen a Parigi. L'autostrada A84 unisce invece Caen a Rennes.

### Ferrovie
La stazione di Caen è situata lungo la ferrovia Mantes-la-Jolie - Cherbourg.

### Aeroporti
Serve la città l'aeroporto di Caen-Carpiquet, il più importante aeroporto della Normandia in termini di passeggeri.

## Istruzione
L'università di Caen conta circa 25000 studenti ripartiti essenzialmente sui 3 campus della città. L'università dispone di 11 UFR, 6 istituti, 1 scuola di ingegneria, 2 IUP e di 5 sedi distaccate (Alençon, Cherbourg, Lisieux, St-Lô e Vire). Notiamo che quest'ultima è una delle più antiche di Francia poiché fu creata nel 1432 dal re d'Inghilterra Enrico VI.
- Università di Caen Bassa-Normandia
- IUP Banca, finanza assicurazione di Caen
- UFR di farmacia di Caen
- École de management de Normandie
- IAE di Caen
- IUT di Caen
- Università popolare di Caen

### Ricerca
Esistono importanti centri di ricerca:
- L'Università di Caen, che comprende dei laboratori di ricerca in numerose discipline
- GANIL (Grande Acceleratore Nazionale di Ioni)
- CYCERON (Centro di immagine cerebrale e di ricerca in neuroscienze)

## Sport
La principale società sportiva locale è lo Stade Malherbe Caen Calvados Basse-Normandie. In particolare si è fatta notare con una finale di Coppa di Lega francese nel 2005, allo Stade de France di Parigi, persa contro lo Strasburgo 2 a 1, che le avrebbe valso un posto in Coppa UEFA. Questo club, fondato nel 1913, ha avuto tra le sue file giocatori di grande qualità, quali Jérome Rothen, Bernard Mendy, Mathieu Bodmer e William Gallas.
Lo stadio, di 21500 posti, è il Michel d'Ornano.